# Collegio di Bangor Aberconwy
Bangor Aberconwy è un collegio elettorale gallese, rappresentato alla Camera dei Comuni del Parlamento del Regno Unito. Elegge un membro del Parlamento con il sistema first-past-the-post, ossia maggioritario a turno unico; l'attuale parlamentare è Claire Hughes del Partito Laburista, che rappresenta il collegio dal 2024.

## Estensione
Il collegio è costituito dalle seguenti aree:
- i ward del Denbighshire di Efenechtyd e Llanrhaeadr-yng-Nghinmeirch, che in precedenza erano stati nel Clwyd West;
- i ward del distretto di contea di Conwy di Betws yn Rhos, Betws-y-Coed and Trefriw, Bryn, Caerhun, Conwy, Craig-y-Don, Deganwy, Eglwysbach a Llangernyw, Glyn y Marl, Gogarth Mostyn, Llanrwst and Llanddoged, Llansanffraid, Llansannan, Pandy, Penmaenmawr, Penrhyn, Tudno, Uwch Aled e Uwch Conwy, che in precedenza erano contenuti nel collegio di Aberconwy e Clwyd West;
- i ward di Gwynedd di Arllechwedd, Canol Bangor (Bangor Central), Canol Bethesda (Bethesda Central), Dewi, Dwyrain Bangor (Bangor East), Gerlan, Glyder, Rachub, Tregarth and Mynydd Llandegai e Y Faenol (Vaynol), che in precedenza erano stati nel collegio di Arfon.[1]

## Membri del parlamento
| Elezione | Elezione | Deputato      | Partito   |
| -------- | -------- | ------------- | --------- |
|          | 2024     | Claire Hughes | Laburista |

## Risultati elettorali

### Elezioni negli anni 2020
| Partito                    | Partito                                      | Candidato                  | Risultati 4 luglio 2024 | Risultati 4 luglio 2024 |
| Partito                    | Partito                                      | Candidato                  | Voti                    | %                       |
| -------------------------- | -------------------------------------------- | -------------------------- | ----------------------- | ----------------------- |
|                            | Laburista                                    | Claire Hughes              | 14 008                  | 33,62                   |
|                            | Plaid Cymru                                  | Catrin Wager               | 9 112                   | 21,87                   |
|                            | Conservatore                                 | Robin Millar               | 9 036                   | 21,69                   |
|                            | Reform UK                                    | John Clark                 | 6 091                   | 14,62                   |
|                            | Lib Dem                                      | Rachael Roberts            | 1 524                   | 3,66                    |
|                            | Verde                                        | Petra Haig                 | 1 361                   | 3,27                    |
|                            | Laburista Socialista                         | Kathrine Jones             | 424                     | 1,02                    |
|                            | Climate                                      | Steve Marshall             | 104                     | 0,25                    |
|                            |                                              |                            |                         |                         |
| Iscritti                   | Iscritti                                     | Iscritti                   | 69 023                  | 100,00                  |
| ↳ Votanti (% su iscritti)  | ↳ Votanti (% su iscritti)                    | ↳ Votanti (% su iscritti)  | 41 660                  | 60,36                   |
| ↳ Astenuti (% su iscritti) | ↳ Astenuti (% su iscritti)                   | ↳ Astenuti (% su iscritti) | 27 363                  | 39,64                   |
|                            |                                              |                            |                         |                         |
|                            | Esito: collegio a Laburista (nuovo collegio) |                            |                         |                         |